# Етичний натуралізм
Етичний натуралізм (також називають моральний натуралізм або натуралістичний когнітивістський дефінізм )  — метаетичний погляд, який стверджує про те що:
1. Етичні речення виражають пропозиції.
2. Деякі такі пропозиції є вірними.
3. Ці пропозиції здійснені об'єктивними особливостями світу.
4. Ці моральні риси світу зводяться до деякого набору неморальних рис.

## Швидкий огляд
Версії етичного натуралізму, які викликали найбільший філософський інтерес, наприклад, Корнеллівський реалізм, відрізняються від позиції, що «все є завжди так, як воно повинно бути», якої дотримується деякі етичні натуралісти. Однак етичний натуралізм заперечує розрізнення факту та цінності: він припускає, що дослідження природного світу може збільшити наші моральні знання так само, як воно збільшує наші наукові знання. Авжеж, прихильники етичного натуралізму стверджували, що людство має вкладати знання, кошти та час в науку про мораль, широку та вільно визначену галузь, яка використовує дані з біології, приматології, антропології, психології, неврології та інших областей для класифікації та опису моральної поведінки.  
Етичний натуралізм охоплює будь-яку редукцію етичних властивостей, таких як «добро», до неетичних властивостей; є багато різних прикладів таких скорочень, тому і є  багато різних різновидів етичного натуралізму. Гедонізм, наприклад  — це погляд на те, що добро — це, зрештою, лише задоволення. 

## Етичні теорії, які можуть бути натуралістичними
- Альтруїзм
- Консеквенціалізм
- Консеквенціалістський лібертаріанізм
- Корнелівський реалізм
- Етичний егоїзм / Об'єктивізм
- Етика еволюції
- Гедонізм
- Гуманістична етика
- Лібертаріанство природних прав
- Утилітаризм
- Етика чесноти

## Критика
Етичний натуралізм піддавався найбільшій критиці етичним ненатуралістом Г. Е. Муром, який сформулював аргумент відкритого питання. Гарнер і Розен кажуть, що загальне визначення «природної власності» — це те, «що можна виявити чуттєвим спостереженням або досвідом, експериментом або будь-яким із доступних засобів науки». Вони також кажуть, що якісне визначення «природної власності» є проблематичним, але що «така концепція потрібна лише для критики натуралізму або для спроби розрізнити натуралістичні та ненатуралістичні дефіністські теорії».  Р. М. Харе також критикував етичний натуралізм через те, що він вважав помилковим визначення термінів «добре» або «правильно», кажучи, що терміни цінностей, які є частиною нашої прескриптивної моральної мови, не можна звести до описових термінів: «Ціннісні умови мають особливу функцію в мові, функцію похвали; і тому їх просто неможливо визначити в термінах слів, які самі по собі не виконують цієї функції». 

### Моральний нігілізм
Моральні нігілісти стверджують, що не існує об'єктивних цінностей або об'єктивних моральних фактів. Прихильник моральної науки, такий як Рональд А. Ліндсей, контраргументував те, що їхній спосіб розуміння «моралі» як практичного підприємства є таким, яким ми повинні були це зрозуміти в першу чергу. Він дотримується позиції, що альтернативою, здається, є складне філософське зведення слова «мораль» до порожнього, даремного терміну.  Ліндсі додає, що важливо відновити конкретне слово «мораль» через конотації, які воно має для багатьох людей.

## Мораль як наука
Письменник Сем Гарріс стверджував, що ми переоцінюємо актуальність багатьох аргументів проти науки про мораль, аргументів, якими, на його думку, вчені із задоволенням і справедливо нехтують в інших сферах науки, таких як фізика. Наприклад, науковці можуть спробувати заперечити філософських скептиків, коли Гарріс каже, що вони повинні практично запитувати – як і в будь-якому іншому домені – «чому ми взагалі повинні слухати соліпсиста?» Гарріс стверджує, що це частина того, що означає практикувати науку про мораль.

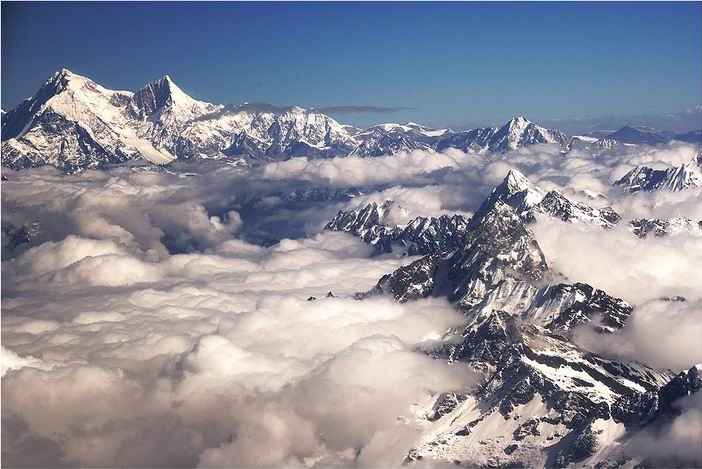
Сем Харріс стверджує, що існують оптимальні суспільні «моральні вершини», які слід виявити.

У теперішній час багато вчених обговорюють відмінність між фактами та цінностями та проблему "є–повинно", та зупинилися на ідеї, що не можна виводити "слід" із "є". Навпаки, Гарріс стверджує, що відмінність між фактом і цінністю є плутаниною, припускаючи, що цінності насправді є певним видом факту. Особливо, Гарріс припускає, що цінності є емпіричними твердженнями про те, наскільки свідомим істотам добре живеться у суспільстві. Він стверджує, що існують об’єктивні відповіді на моральні питання, навіть якщо деякі з них важко або неможливо отримати на практиці. Таким чином, він стверджує, що наука може підказати нам що цінувати. Гарріс додає, що ми не вимагаємо абсолютної визначеності від передбачень у фізиці, тому ми не повинні вимагати абсолютної впевненості від науки яка вивчає мораль. (див. Моральний ландшафт ).
Фізик Шон Керролл гадає, що уявлення про мораль як науку, може бути прикладом наукового імперіалізму і наполягає на тому, що те, що є «добре для свідомих створінь», не є адекватним робочим визначенням «моралі».  Заперечуючи, віцепрезидент Центру досліджень Джон Шук запевняє, що це робоче визначення є більш ніж достатнім для науки зараз і ці розбіжності не повинні зупиняти наукове дослідження етики. 